# Isochromodes boarmiata
Isochromodes boarmiata är en fjärilsart som beskrevs av W. Warren 1895. Isochromodes boarmiata ingår i släktet Isochromodes och familjen mätare. Inga underarter finns listade i Catalogue of Life.